# Zastava M76
Zastava M76 je poluautomatski snajper kojeg je u drugoj polovini 1970-ih razvila kragujevačka vojna industrija Zastava Oružje.

## Povijest
Vojna industrija Zastava Oružje razvila je tijekom 1970-ih godina snajper Zastava M76, kao nasljednika pušaka M48 i M59/66.
Koristi se u gotovo svim državama nastalim raspadom Jugoslavije, kao što se i koristila u svim ratovima proizašlim nakon raspada SFRJ (Domovinski rat, Rat u Bosni, Rat na Kosovu, Ratu u Makedoniji).

## Detalji dizajna
Zastava M76 snajper temeljen je na čak tri puške. Izrađen je velikim dijelom na temelju automatske puške Zastava M70, a u manjoj mjeri na temelju ruskog snajpera Dragunov SVD. Tijelo snajpera M76 temeljeno je na jurišnoj pušci AK-47, dok mu je način paljbe poluautomatski. Da je tijelo snajpera temeljeno na AK-47 najbolje se vidi jer M76 s njime dijeli istu sigurnosnu kočnicu i određivanje načina paljbe. Doduše, AK-47 ima tri načina određivanja paljbe, a M-76 dva, jer se radi o poluautomatskom snajperu. Podizanjem ručice prema gore, snajper se stavlja u "sigurnosni mod" (što je na snajperu prikazano slovom U - ukočeno), dok se spuštanjem ručice prema dolje snajper stavlja u "poluautomatsku" funkciju (što je na snajperu prikazano slovom J - jedinačno).
Kao i kod svakog snajpera, cilj Zastave M76 bio je "uništavanje živih ciljeva" na velikim udaljenostima. U rukama početnika snajper je imao učinkoviti domet 600 metara, a u rukama profesionalca i 1.000 metara. Za ciljeve do 1.000 metara osim iskustva bilo je potrebno i nevjetrovito vrijeme.
M76 koristi streljivo kalibra 7,92x57mm Mauser, koje omogućava korištenje na većoj udaljenosti. Brzina ispaljivanja metka je 730 metara u sekundi. To streljivo može imati veću kinetičku energiju nego streljiva kalibra 7,62x39 mm i 5,56x45 mm zajedno.
Kundak snajpera je poboljšan kako bi strijelcu omogućio više ergonomičnosti. Tijekom novije proizvodnje, drveni kundak zamijenjen je onime od sintetičkog polimera.
Ciljanje mete pomoću M76 može se na tri načina:
- čeličnim nišanom,
- stavljanjem optike i
- stavljanjem noćne optike.

Kao standardna optika, koristi se ZRAK M-76 optika koju je proizvodila sarajevska tvornica ZRAK. Sama optika imala je mogućnost optičkog zooma od 4x. Životni vijek svijetlećeg elementa ZRAK optike bio je 8 do 12 godina, nakon čega je trebao biti zamijenjen novim.
Također, na M76 mogla se postavljati optika drugih snajpera, odnosno PSO-1 od ruskog Dragunov SVD-a ili LPS T2 od rumunjskog PSL snajpera.
Na cijev snajpera moguće je postaviti prigušivač, koji ne može utišati nadzvučni prasak koji ispaljeno zrno proizvodi, ali može smanjiti zvuk opaljenja za 20 do 30 decibela i prikriti plamen iz ustiju cijevi.

## Korištenje
Zastava M76 korisitila se u ratovima koji su proizašli kao posljedica raspada Jugoslavije. Najprije se koristila u Domovinskom ratu i Ratu u Bosni, a završetkom tih ratova, M76 koristio se u Ratu na Kosovu te kratkotrajnom Ratu u Makedoniji.
Kao i sva oružja iz sustava Kalašnjikov, M76 pokazao se kao jednostavno i robusno oružje. Kao nasljednik Zastave M76 izrađena je Zastava M91 s jačom optikom, sličnoj onoj iz Dragunov SVD snajpera te streljivom kalibra 7,62x54R mm.

## Korisnici
- Srbija[1][2]
- Bosna i Hercegovina
- Hrvatska[1]
- Irak: snajperi su uvezeni u zemlju 2005.
- Sjeverna Makedonija[1]
- Sjeverna Koreja - licencna proizvodnja pod nazivom JeoGyeokBoChong.

## Vanjske poveznice
- Web stranica proizvođača
- Jugoslavenske snajperske puške (Oružje Online, Branko Bogdanović, 2018)
- Snajperska puška Zastava M76 – RTS emisija Dozvolite-Zvaničan kanal
- Forgotten Weapons: Zastava's Heavy Hitter - The Yugoslav M76 DMR
- World.guns.ru  Arhivirana inačica izvorne stranice od 2. rujna 2010. (Wayback Machine)
- Snipercentral.com